# Молочанський менонітський округ
47°11′51″ пн. ш. 35°37′56″ сх. д. / 47.19750° пн. ш. 35.63222° сх. д.

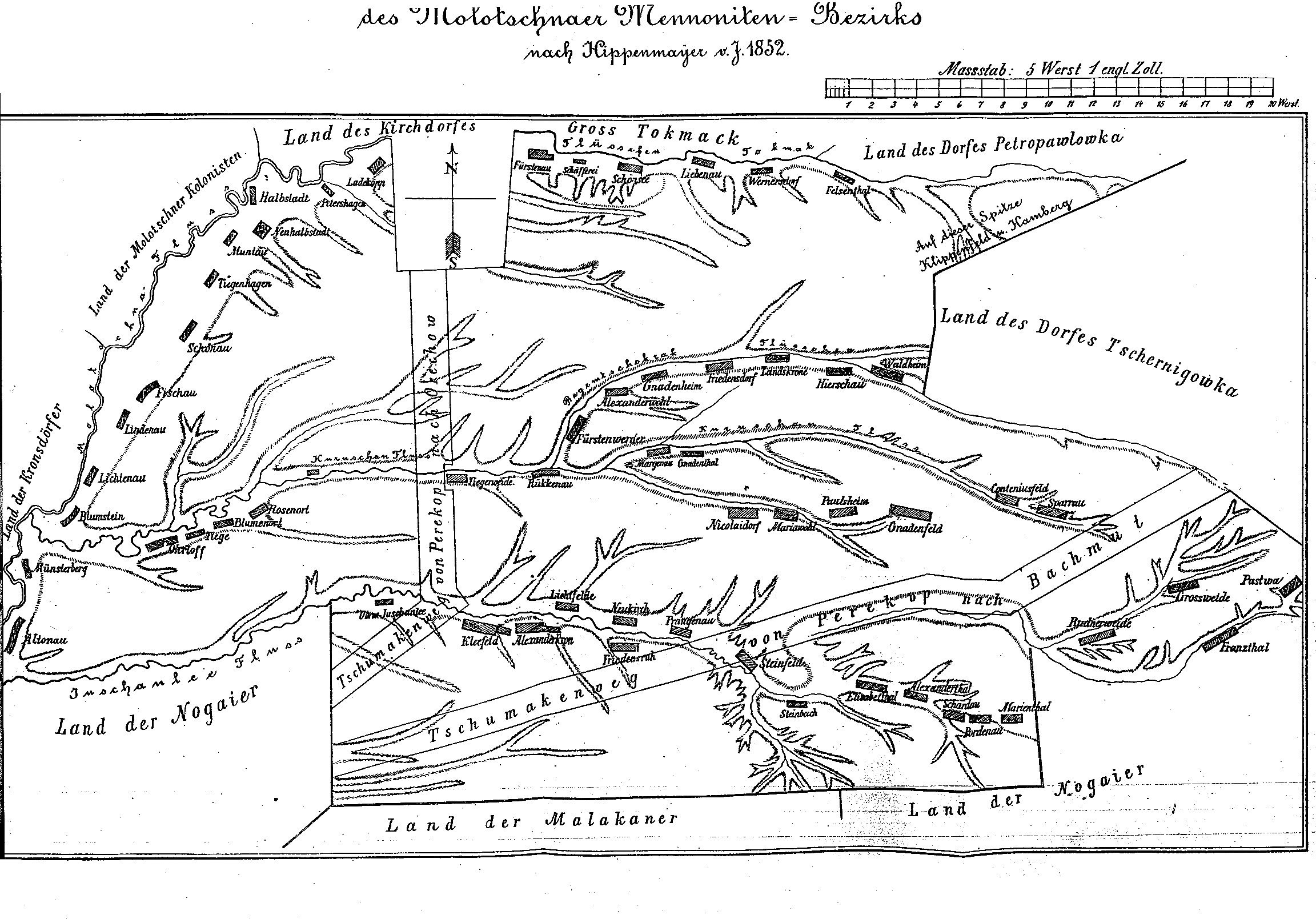
Карта Молочанського менонітського округу у 1852 році.

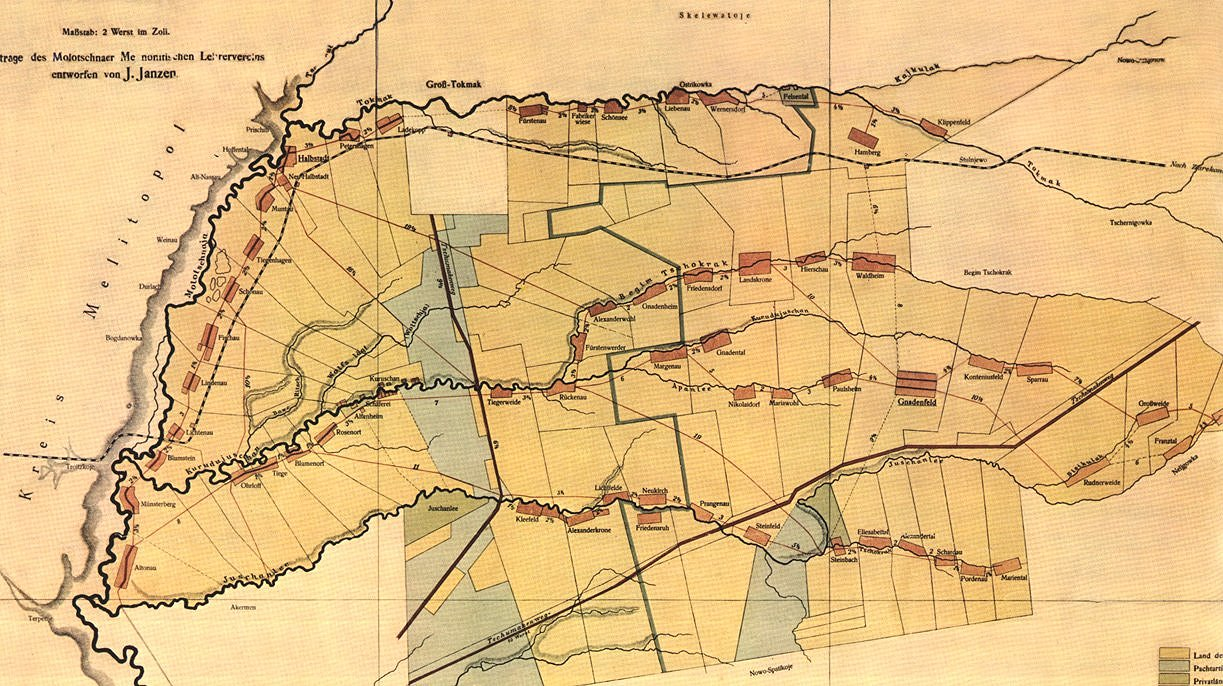
Карта Молочанського менонітського округу у 1912 році.

Молочанський менонітський округ включав до свого складу німецькі менонітські колонії у середній течії річки Молочної на території Бердянського повіту Таврійської губернії. Існував з бл. 1804 по 1871 рік.

## Історія
У 1804 році російський уряд виділив землі на лівому березі річки Молочної під поселення німецьких менонітів. У перший же рік були засновані перші 10 колоній. Центром округу стало село Гальбштадт (тепер місто Молочанськ).
Населення округу по роках становило:
| Рік  | Населення |
| ---- | --------- |
| 1806 | 1756      |
| 1809 | 1902      |
| 1817 | 2556      |
| 1825 | 6431      |
| 1834 | 10235     |
| 1841 | 12121     |

| Рік  | Населення |
| ---- | --------- |
| 1851 | 16357     |
| 1856 | 18148     |
| 1859 | 20533     |
| 1864 | 21686     |
| 1868 | 25350     |

У 1871 році округ був ліквідований, а на його території були утворені Гальбштадтська, Гвандефельдська та Йоганесруська волості у складі Бердянського повіту.

## Села
Округ включав близько 57 сіл:
| №  | Назва          | Німецька назва | Сучасна назва       | Рік   |
| -- | -------------- | -------------- | ------------------- | ----- |
| 1  | Гальбштадт     | Halbstadt      | Молочанськ          | +1804 |
| 2  | Ней-Гальбштадт | Neu-Halbstadt  |                     | 1804  |
| 3  | Мунтау         | Muntau         |                     | +1804 |
| 4  | Шенау          | Schönau        | Долина              | 1804  |
| 5  | Фішау          | Fischau        | Рибалівка           | 1804  |
| 6  | Лінденау       | Lindenau       | Любимівка           | 1804  |
| 7  | Лихтенау       | Lichtenau      | Світлодолинське     | 1804  |
| 8  | Блюмштейн      | Blumstein      | Кам'янське          | 1804  |
| 9  | Мінстерберг    | Münsterberg    | Прилуківка          | 1804  |
| 10 | Альтонау       | Altonau        | Травневе            | 1804  |
| 11 | Ладекоп        | Ladekopp       | у складі Токмаку    | 1805  |
| 12 | Шензе          | Schönsee       | Снігурівка          | 1805  |
| 13 | Петерсгаген    | Petershagen    | Кутузівка           | 1805  |
| 14 | Тігенгаген     | Tiegenhagen    | Левадне             | 1805  |
| 15 | Орлов          | Ohrloff        | Орлове              | 1805  |
| 16 | Тіге           | Tiege          | у складі Орлова     | 1805  |
| 17 | Блюменорт      | Blumenort      | у складі Орлова     | 1805  |
| 18 | Розенорт       | Rosenort       | у складі Орлова     | 1805  |
| 19 | Фірстенау      | Fürstenau      | Лугівка             | 1806  |
| 20 | Ріккенау       | Rückenau       | Козолугівка         | 1811  |
| 21 | Маргенау       | Margenau       |                     | 1819  |
| 22 | Ліхтфельде     | Lichtfelde     | у складі Грушівки   | 1819  |
| 23 | Нейкірх        | Neukirch       | Ударник             | 1819  |
| 24 | Александрталь  | Alexandertal   |                     | 1820  |
| 25 | Шардау         | Schardau       | у складі Панфілівки | 1820  |
| 26 | Порденау       | Pordenau       | у складі Панфілівки | 1820  |
| 27 | Марієнталь     | Mariental      | у складі Панфілівки | 1 820 |
| 28 | Руднервейде    | Rudnerweide    | Розівка             | 1820  |
| 29 | Гросвейде      | Grossweide     | Просторе            | 1820  |

| №  | Назва          | Німецька назва | Сучасна назва          | Рік  |
| -- | -------------- | -------------- | ---------------------- | ---- |
| 30 | Францталь      | Franztal       |                        | 1820 |
| 31 | Паства         | Pastwa         | Квіткове               | 1820 |
| 32 | Александрволь  | Alexanderwohl  | Світле                 | 1821 |
| 33 | Фірстенвердер  | Fürstenwerder  | Балкове                | 1821 |
| 34 | Гнаденгейм     | Gnadenheim     | Балашівка              | 1821 |
| 35 | Тігервейде     | Tiegerweide    | Мостове                | 1821 |
| 36 | Лібенау        | Liebenau       | Остриківка             | 1823 |
| 37 | Елізабетталь   | Elisabethtal   | у складі Олександрівки | 1823 |
| 38 | Вернерсдорф    | Wernersdorf    | у складі Остриківки    | 1824 |
| 39 | Фріденсдорф    | Friedensdorf   | Хмельницьке            | 1824 |
| 40 | Прангенау      | Prangenau      | Ударник                | 1824 |
| 41 | Шпаррау        | Sparrau        | Довге                  | 1838 |
| 42 | Контеніусфельд | Konteniusfeld  | у складі Довгого       | 1832 |
| 43 | Гнаденфельд    | Gnadenfeld     | Богданівка             | 1835 |
| 44 | Вальдгейм      | Waldheim       | у складі Владівка      | 1836 |
| 45 | Ландскроне     | Landskrone     | Ланкове                | 1839 |
| 46 | Гіршау         | Hierschau      | Владівка               | 1848 |
| 47 | Ніколайдорф    | Nikolaidorf    |                        | 1848 |
| 48 | Паульсгейм     | Paulsheim      |                        | 1852 |
| 49 | Клефельд       | Kleefeld       | Розкішне               | 1854 |
| 50 | Александркроне | Alexanderkrone |                        | 1857 |
| 51 | Маріаволь      | Mariawohl      | Зелений Яр             | 1857 |
| 52 | Фріденсруе     | Friedensruhe   | Ударник                | 1857 |
| 53 | Штейнфельд     | Steinfeld      |                        | 1857 |
| 54 | Гнаденталь     | Gnadental      | Благодатне             | 1862 |
| 55 | Гамберг        | Hamberg        | Кам'янка               | 1862 |
| 56 | Кліппенфельд   | Klippenfeld    | Стульневе              | 1863 |
| 57 | Фабрікервізе   | Fabrikerwiese  | Фабричне               | 1863 |